# Јужни свињорепи макаки
Јужни свињорепи макаки (Macaca nemestrina) је врста сисара из реда примата и породице мајмуна Старог света (Cercopithecidae).

## Распрострањење
Врста има станиште у Брунеју, Индонезији, Малезији и Тајланду.

## Станиште
Врста Macaca nemestrina има станиште на копну.

## Угроженост
Ова врста се сматра рањивом у погледу угрожености врсте од изумирања.

### Популациони тренд
Популација ове врсте се смањује, судећи по расположивим подацима.